# Oskar Josef Odstrčil
Oskar Josef Odstrčil (27. září 1891, Růžďka – 31. října 1951, Praha) byl evangelický duchovní, knihovník a spisovatel.

## Život
Působil jako evangelický farář v různých místech Moravy. V letech 1922-1937 byl soukromým knihovníkem Tomáše G. Masaryka, v letech 1932-1940 ředitelem Ústavu T. G. Masaryka, v letech 1941-1945 archivářem synodní rady Českobratrské církve evangelické a po roce 1945 ředitelem obnoveného Ústavu T.G.M.

## Z díla
- Masarykova knihovna, 1935
- Křesťanský stát, 1936